# Копальня Джебель-Куїф
Копальня Джебель-Куїф (Djebel Kouif) – колишнє гірничодобувне підприємство на півночі Алжиру.
Родовище фосфатів у Джебель-Куїф віднайшли в 1892 році, після чого права на нього викупила у першовідкривача британська «The Constantine Phosphate Company», що вела розробку до 1912 року. Далі родовище знову було виставлено на аукціон, переможцем якого стала французька La Société des Phosphates de Constantine. З Джебель-Куїф отримували фосфатну руду високої якості із вмістом трикальційфосфату на рівні 65%.
Розробка велась підземним способом за допомогою штолень. На поверхні руду дробили, сортували та просушували, після чого відвантажували у мішках або закритих вагонах до споживаччів у Франції, Іспанії, Італії та Греції. Доставка продукції здійснювалась по залізничній лінії, яка сполучала Тебессу та порт Бон (наразі Аннаба). Саме низька пропускна здатність останньої не дозволила протягом 1910-х суттєво перевищити показник видобутку в 300 тисяч тон на рік, хоча запаси родовища дозволяли планувати вилучення до 800 тисяч тон. В подальшому ситуація виправилась і в 1924-му з Бона відвантажили 650 тисяч тон, а в 1927-му з копальні відправили 763 тисячі тон.
Через два десятиліття, в 1949-му, виробництво все ще знаходилось на високому рівні – поставки компанії споживачам склали 594 тисячі тон, з яких абсолютна більшість припадала на Джебель-Куїф, хоча ще 26 тисяч тон забезпечила копальня Айн-Керма. В 1953-му на Джебель-Куїф припало вже 80% видобутку, втім, така ситуація тривала недовго і вже у 1957-му копальню Айн-Керма закрили. При цьому в 1956-му споживачам відправили 611 тисяч тон, а в 1957-му – 605 тисяч тон. За перші три квартали 1959-го змогли відправити 403 тисячі тон.
Хоча Джебель-Куїв ще забезпечував суттєві обсяги фосфатів, проте станом на 1960-й планували, що роботи в копальні завершаться за три роки (за іншими даними, копальню закрили в 1970-х роках). Таке рішення пояснювалось виснаженням запасів та підготовкою до розробки відкритим способом копальні Кеф-Есснун, базою для якої виступали величезні ресурси комплексу Джебель-Онк.